# Рокитне (Харківський район)
Роки́тне — село в Україні, у Нововодолазькій громаді Харківського району Харківської області. Населення становить 1167 осіб. Колишній (до 2020) орган місцевого самоврядування — Рокитненська сільська рада.

## Географія
Село Рокитне знаходиться на лівому березі річки Мжа в місці впадання в неї річки Мокра Рокитна. Вище за течією на відстані 6 км розташоване село Бахметівка, нижче за течією на відстані 3 км розташоване село Утківка, на протилежному березі розташована невелика частина села і село Ватутіне. Поруч проходить автомобільна дорога Р51. Річка в цьому місці заболочена, утворює лимани і старі. До села примикає кілька лісових масивів, у тому числі урочище Рокитнянське (дуб, сосна).

## Історія

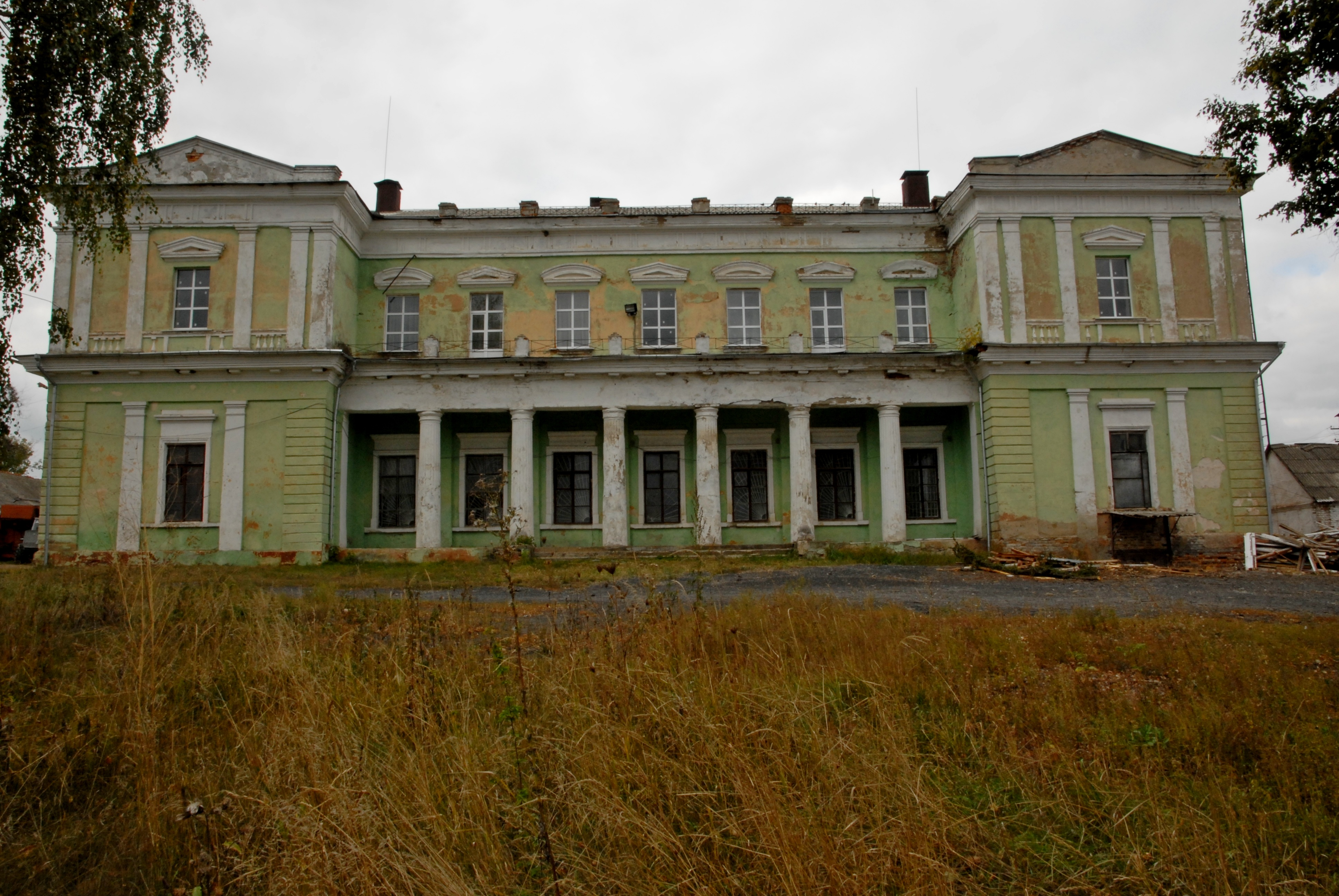
Палац

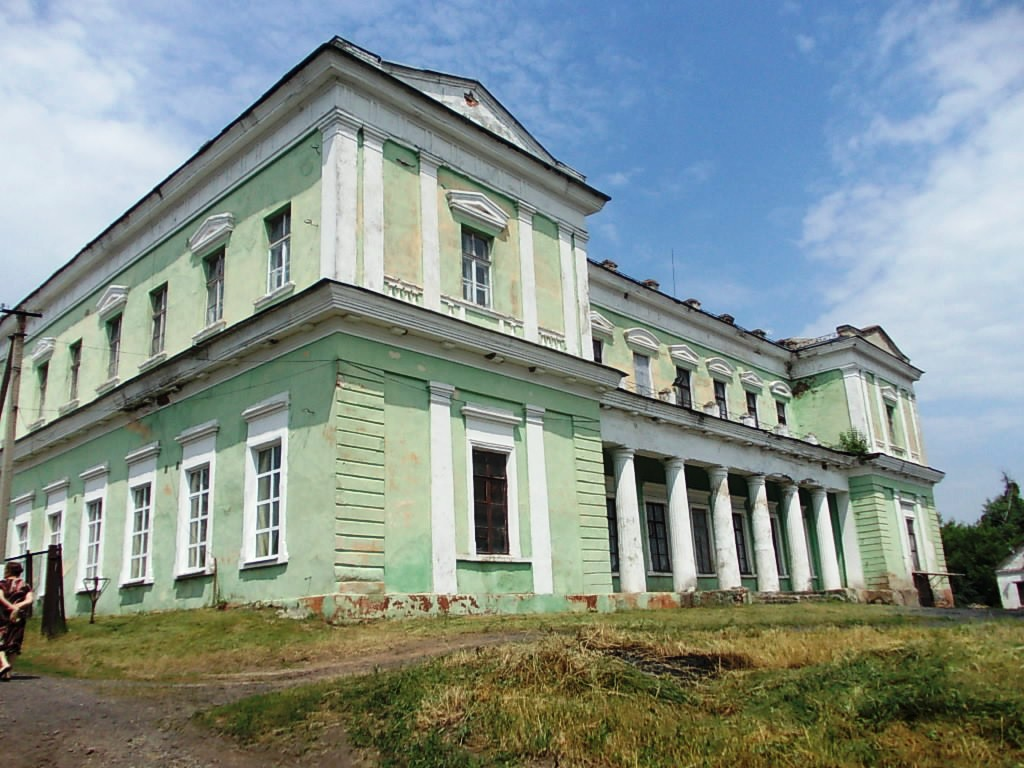
Палац (сучасне використання — спеціальний навчальний заклад)

Село Рокитне засноване в 1699 році. Засновником села вважається полковник Федір Григорович Донець-Захаржевський (пом. 1705 року). Однак поселення могло бути засноване і раніше, так як ряд джерел називають засновником села батька Донець-Захаржевського — полковника Григорія Донця, який помер в 1690 році, тобто за 9 років до передбачуваної дати заснування села.
Після смерті Федора Донець-Захаржевського селом Рокитне володіли його вдова і син Іван, які пізніше продали село липецькому сотнику Черняку.
Після смерті сотника селом володіла його вдова, яка вийшла заміж за підполковника Куликовського. Після її смерті в 1746 році село перейшло у спадок чоловікові. Надалі, аж до революції 1917 року, селом володів знаменитий слобожанський рід Куликовських.
У 1805 році на кошти полковника Михайла Матвійовича Куликівського був побудований Храм Архангела Михаїла. Ця велика кам'яна церква виконана в стилі класицизму і збереглася до наших днів. Даний храм є головною визначною пам'яткою села.
За даними на 1864 рік у власницькому селі Староводолазької волості Валківського повіту мешкало 685 осіб (352 чоловічої статі та 333 — жіночої), налічувалось 110 дворових господарств, існували православна церква та 2 винокурних заводи. В XVIII столітті в Рокитному у вересні проходили щорічні ярмарки, які збирали купців і населення з усієї округи.
Станом на 1914 рік кількість мешканців зросла до 1316 осіб.
12 червня 2020 року, розпорядженням Кабінету Міністрів України № 725-р «Про визначення адміністративних центрів та затвердження територій територіальних громад Харківської області», увійшло до складу Нововодолазької селищної громади.
19 липня 2020 року, в результаті адміністративно-територіальної реформи та ліквідації Нововодолазького району, село увійшло до складу новоутвореного Харківського району.

## Населення

### Мова
Розподіл населення за рідною мовою за даними перепису 2001 року:
| Мова            | Кількість | Відсоток |
| --------------- | --------- | -------- |
| українська      | 1047      | 89.72%   |
| російська       | 106       | 9.08%    |
| вірменська      | 5         | 0.43%    |
| білоруська      | 2         | 0.17%    |
| румунська       | 1         | 0.08%    |
| інші/не вказали | 6         | 0.52%    |
| Усього          | 1167      | 100%     |

## Економіка
- Свино-товарна ферма
- ВАТ «Агросервіс»

## Об'єкти соціальної сфери

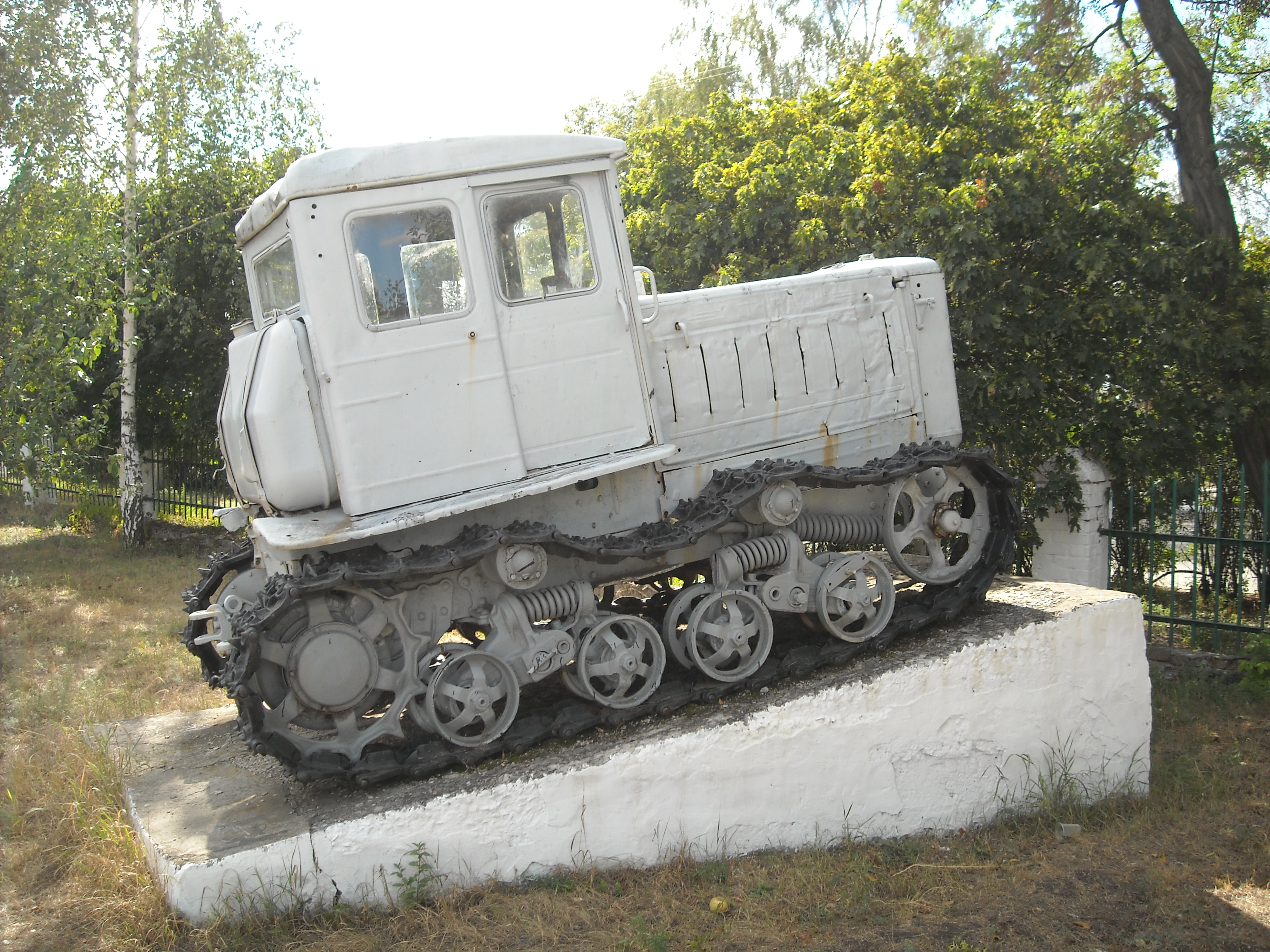
Пам'ятник трактор ДТ-54 в Рокитнянському професійному аграрному ліцеї

- Рокитненський ліцей Нововодолазької селищної ради Харківської області
- Рокитненське відділення ДНЗ "Регіональний механіко-технологічний центр професійної освіти Харківської області
- КЗ "Сільський будинок культури с.Рокитне"
- Амбулаторія сімейної медицини
- Поштове відділення

## Пам'ятки

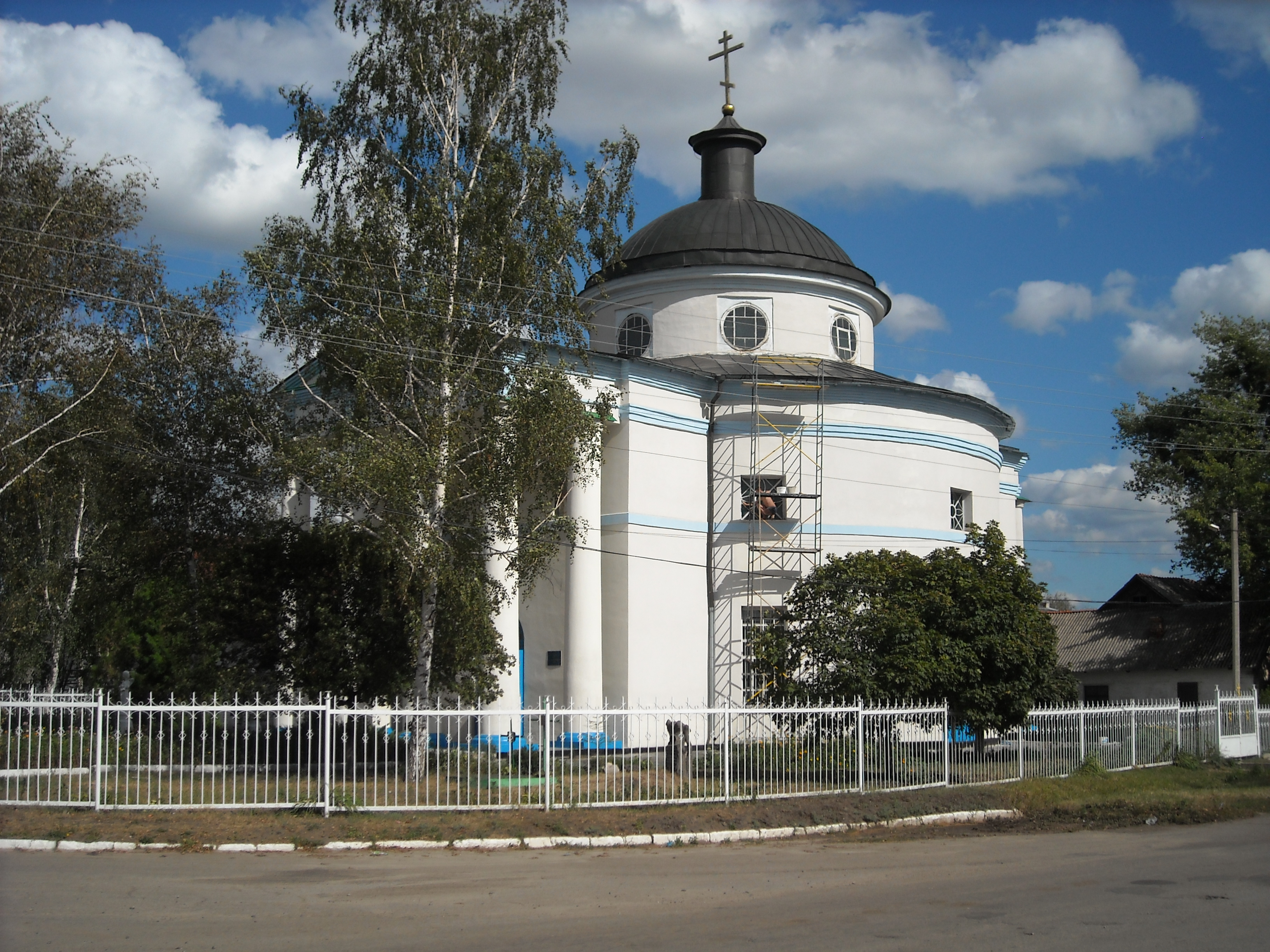
Архангело-Михайлівський храм

- Маєток Куликовських. Побудований на початку XIX століття;
- Архангело-Михайлівський храм. 1805 рік.

## Постаті
- Тимченко Володимир Юрійович (1962—2017) — солдат Збройних сил України.